# Восточный Маныч
Восто́чный Ма́ны́ч — река на юге европейской части России. Протекает по территории Ики-Бурульского, Черноземельского районов Республики Калмыкии, Арзгирского района Ставропольского края. Русло Восточного Маныча длиной 141 км тянется по долине в виде оврагов, неглубоких рытвин и котловин и теряется на Прикаспийской низменности. В бассейне много солёных озёр и солончаков, которые пересыхают к концу лета, а их днища покрываются белоснежной коркой солей. Площадь водосборного бассейна — 12 500 км². Питание преимущественно снеговое.

## Географические сведения
Восточный Маныч входит в систему водоёмов, расположенных в Кумо-Манычской впадине. Долгое время спорным оставался вопрос об истоках реки. Предполагалось, что реки Восточный Маныч и Западный Маныч имеют общий исток, а затем разделяются. Лишь в 1856 году академик К. М. Бэр впервые указал, что Западный и Восточный Манычи — самостоятельные системы. Наибольшей высоты (20 с небольшим метров) Манычская впадина достигает в своей центральной части (примерно от села Дивного до посёлка Зунда-Толга). В обе стороны от водораздельного участка (на северо-запад к устью Дона и на юго-восток к низовьям Кумы) Манычская котловина понижается, с чем связано её деление на Западный Маныч, принадлежащий бассейну Азовского моря, и Восточный Маныч, относящийся к бассейну Каспийского моря. Однако до Каспийского моря Восточный Маныч не дотекает, а теряется в Состинских озёрах. В 1978 году был построен Чограйский сбросной канал, соединивший Восточный Маныч и Куму.

### Исток
До 1970-х годов непосредственным истоком реки являлась река Калаус, которая, доходя до Кумо-Манычской впадины, резко сворачивает на восток. У Калауса наблюдалось редкое явление, называемое «бифуркация» — разделение реки на два рукава, направленные в разные водные системы. В многоводные годы или после ливней Калаус сбрасывал воду в двух направлениях: в основном на восток — в Восточный Маныч, а также и на запад по небольшому протоку в сторону озера Маныч-Гудило. Примерно 30 % стока Калауса шло в Западный Маныч, а 70 % в Восточный.
Перестройка гидрографической сети Кумо-Манычской впадины произошла в 1965—1975 годах: были построены каналы Кубань — Калаус, плотина в устье реки Калаус, перекрывшая сток реки Калаус в реку Восточный Маныч. Калаус в целях поддержания уровня восточного отсека Пролетарского водохранилища был перенаправлен в бассейн Западного Маныча.

### Чограйское водохранилище
В 1969 году на Восточном Маныче была сооружена плотина Чограйского водохранилища. Воды водохранилища низкого качества. Используются в основном для орошения, непитьевого водоснабжения, рыбоводства. Водохранилище наполняется частично местным стоком с водосборной площади Восточного Маныча, а также водой Терека и Кумы, подаваемой по Терско-Манычскому водному тракту.

## Притоки
(указано расстояние от устья)
- 76 км: река Чограй (балка Чограй, балка Чограйская) (пр)
- 104 км: река Голубь (балка Голубь) (пр)
- 109 км: река Рагули (балка Кучерла) (пр)
- 141 км: река Калаус (пр) (не впадает в Восточный Маныч со времён постройки дамбы между правым рукавом Калауса и Чограйским водохранилищем).